# 발곡고등학교
발곡고등학교(鉢谷高等學校)는 대한민국 경기도 의정부시 신곡동에 있는 공립 고등학교이다.

## 학교 연혁
- 2010년 1월 11일 : 발곡고등학교 설립인가 (일반 12학급, 특수 2학급)
- 2010년 3월 1일 : 제1대 김영일 교장 취임
- 2010년 3월 2일 : 제1회 입학식 (12학급 478명)
- 2013년 2월 14일 : 제1회 졸업식 (12학급 449명)
- 2023년 3월 1일 : 제5대 송병무 교장 취임
- 2023년 3월 2일 : 제14회 입학식 (10학급 279명)
- 2024년 1월 5일 : 제12회 졸업식 (10학급 250명)

## 참고 자료
- 발곡고등학교 - 한국교육학술정보원 학교알리미